# 祭典の日
「祭典の日」 (さいてんのひ、Celebration Day) は、イギリスのロックグループ、レッド・ツェッペリンの楽曲。1970年、彼らの第3作アルバム『レッド・ツェッペリン III 』のA面3曲目に収められて発表された。作詞作曲はジョン・ポール・ジョーンズ、ジミー・ペイジおよびロバート・プラント。レコードでの演奏時間は約3分30秒。

## 概要
明るいハードロックナンバー。メインリフに関して、ビートルズ「ゲット・バック」のリフとの類似を指摘する説もある。
録音時、エンジニアの手落ちによってマスターテープのイントロ部に雑音が入ってしまい、お蔵入りしそうになったが、イントロを作り直し、シンセサイザーの音響を前曲「フレンズ」のアウトロから繋げるという形でレコード化された。ペイジが弾き出す多彩なリフ（ノーマルチューニングとオープンAチューニングとを併用しているという）、メロディアスなギターソロが印象的な曲である。
歌詞はプラントがニューヨークから受けた印象を基に書かれており、コンサートでこの曲を演奏する際、プラントはしばしば「New York Song」と紹介している。

## ステージ・パフォーマンス
1971年春のヨーロッパツアーで試奏され、1972年の北アメリカツアーまではセットリストにあった。1973年のアメリカツアーでは「ロックン・ロール」「ブラック・ドッグ」とともにコンサート開幕を飾るメドレーとして演奏された。その後レパートリーから外れたが、1979年のネブワース・フェスティバルで再度演奏されている。
この曲を演奏する際、ペイジはダブルネック・ギター（ギブソン・EDS-1275）を使用していた（1973年のアメリカツアーのみギブソン・レスポールを使用した）。